# Symfonie nr. 1 (Merikanto)
Aarre Merikanto voltooide zijn Symfonie nr. 1 in b-mineur in 1916. Zijn lijst met opusnummers is incompleet. Door het vele reizen is een aantal van zijn (vroege) werken verloren gegaan, andere verdwenen in de prullenmand. Zijn symfonie draagt opus 5, maar van werken met een lager opusnummer is alleen zijn Miksi suree kummun kiisu? (opus 1/1) en zijn eerste pianoconcert, opus 3, bekend.

## Geschiedenis
Het zat Aarre Merikanto (verder Aarre) niet mee met zijn eerste symfonie, mede dankzij zijn vader Oskar Merikanto (verder Oskar). Na lessen te hebben gevolgd bij zijn vader en Max Reger begon Aarre begin 1913 aan een symfonie. Een scherzo was redelijk snel op papier gezet, maar na een uitvoering onder leiding van Oskar in juli 1913 tijdens het Muziekfestival van Savonllinna vond Aarre het niet goed genoeg. Hij begon eraan te sleutelen, maar was tevens nog in de leer bij Reger. In november 1914 werd dan eindelijk de volledige symfonie uitgevoerd. Aarre was ook daar niet tevreden over en wilde nog verder studeren. De Eerste Wereldoorlog gooide roet in het eten, een studie in Duitsland zat er niet meer in en ook Frankrijk viel af. Aarre ging verder studeren in Moskou en kwam onder de invloed van de orkestratie van Sergei Vasilenko. Aarre bleef sleutelen aan zijn eerste symfonie en de definitieve versie werd vervolgens uitgevoerd in februari 1917. De speelduur van de symfonie was daarbij behoorlijk ingekort. Het eerste deel duurde bijvoorbeeld in eerste opzet ongeveer 17 minuten; uiteindelijk werd er zoveel geschrapt dat er maar minder dan 12 minuten muziek overbleef.
De symfonie legde het af tegen het muzikale geweld van de overheersende Jean Sibelius. In het digitale tijdperk verscheen pas in 2011 een opname. Petri Sakari nam het werk in maart 2010 op met het Turku Philharmonisch Orkest voor het Finse platenlabel Alba Records Oy.
De symfonie kent de klassieke vierdelige opzet:
1. Allegro
2. Scherzo fantastique: vivace
3. Andante con moto
4. Allegro vivace.

De muziek wiegt voor wat betreft klank heen en weer tussen de muziek uit 19e-eeuws Leipzig en Russische muziek uit het begin van de 20e eeuw. Ze klinkt lichter dan de muziek van Sibelius.
Aarre schreef het voor:
- 2 dwarsfluiten, 2 hobo’s. 2 klarinetten, 2 fagotten
- 4 hoorns, 3 trompetten, 3 trombones, 1 tuba
- pauken, 1 man percussie
- violen, altviolen, celli en contrabassen